# Arte de trincheira

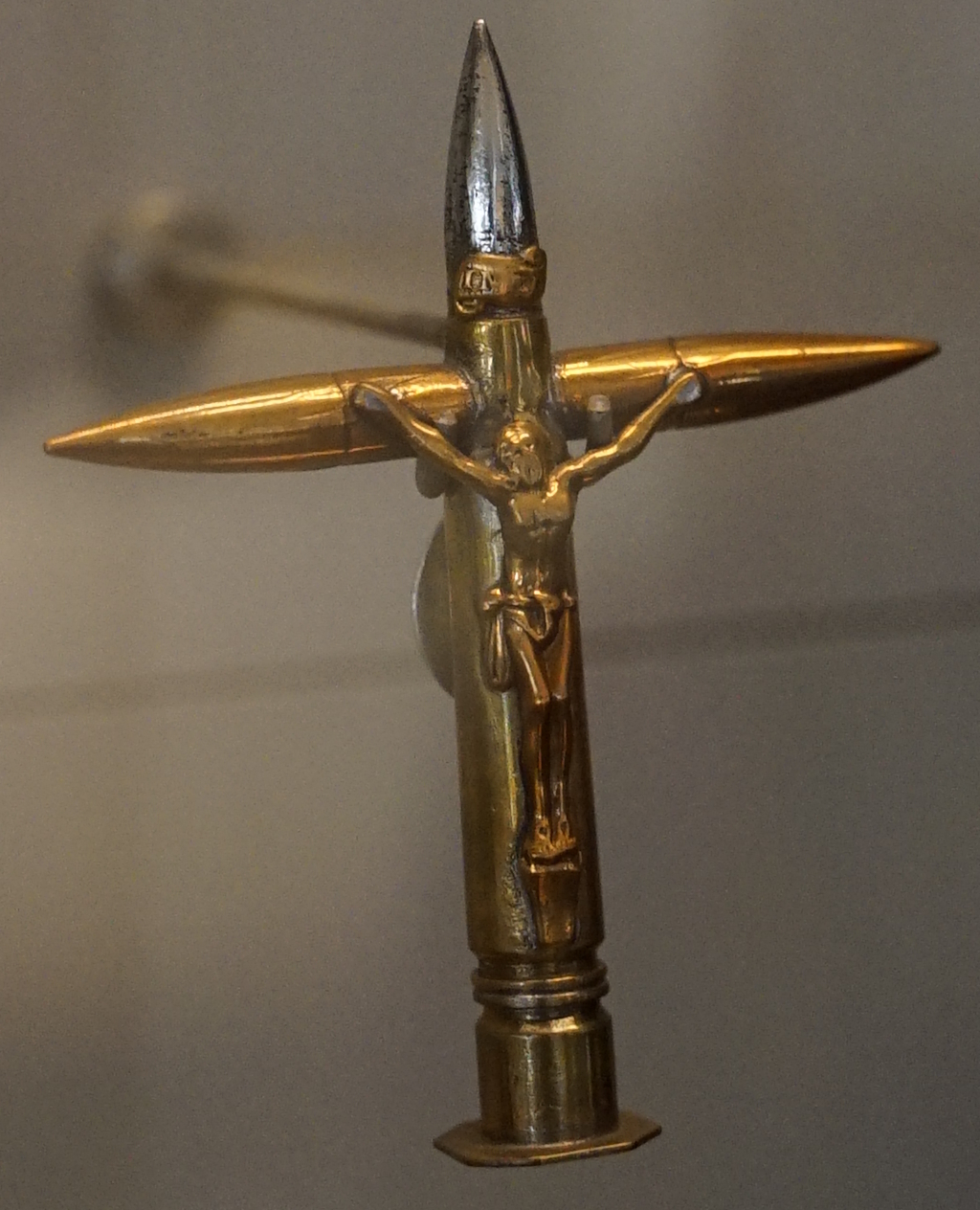
Exemplo de arte de trincheira: um crucifixo feito com projéteis militares.

A arte de trincheira  corresponde a uma forma  de expressão artística originada nos campos de batalha, especialmente durante as duas grandes guerras mundiais. Durante esses períodos de conflito, soldados, prisioneiros de guerra e civis encontravam na criação artística uma forma de lidar com o trauma, o tédio e a incerteza diante dos combates.

## Descrição
A arte de trincheira engloba qualquer tipo de objeto personalizado, decorativo ou artístico criado a partir de materiais encontrados nas trincheiras ou zonas de combate. Munições, estilhaços, pedaços de metal, madeira, pedras, facas, armas de fogo e outros materiais eram transformados em objetos utilitários ou decorativos, como caixas, cinzeiros, porta-joias, esculturas e até instrumentos musicais.
O uso de materiais encontrados no campo de batalha confere à arte de trincheira uma característica única, ligada diretamente ao contexto histórico envolvendo a guerra que ocorria na época de sua criação, evidenciando as experiências vivenciadas pelos artistas envolvidos. Assim, os objetos criados muitas vezes carregavam símbolos e mensagens pessoais, como datas, nomes, ou referências a eventos específicos da guerra.

## Histórico

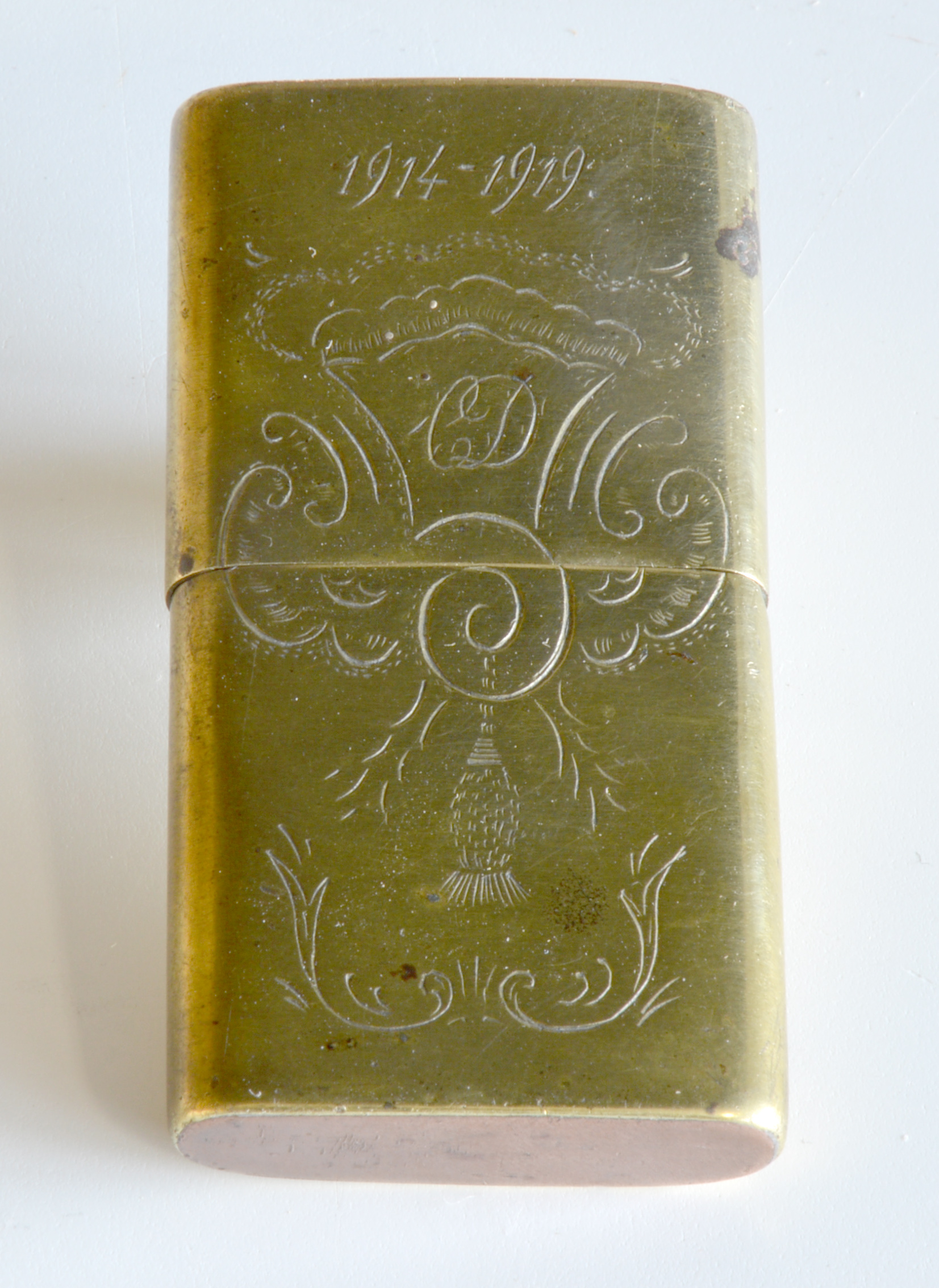
Antigo isqueiro utilizado por soldado na primeira guerra mundial, personalizado artesanalmente com as iniciais do proprietário.

Não limitado às Guerras Mundiais, a história da arte de trincheira indica que a mesma foi praticada em diversos conflitos desde as Guerras Napoleônicas até os dias de hoje. Embora a prática tenha ganhado mais popularidade durante a Primeira Guerra Mundial, o termo 'arte de trincheira' também é usado para descrever lembranças fabricadas por militares durante muitas outras lutas armadas ocorridas ao longo da história.
A criação artística era uma forma de expressão dos sentimentos daqueles que se situavam em áreas de batalhas, demonstrando seus sentimentos, medos e esperanças diante de um cenário repleto de tensão e incerteza.
A arte de trincheira deixou um legado duradouro, tanto do ponto de vista histórico quanto cultural. Essas peças únicas são testemunhas silenciosas dos conflitos que marcaram a humanidade, oferecendo um olhar íntimo sobre a experiência da guerra. Além disso, a arte de trincheira inspirou muitos artistas contemporâneos, que encontram em tais obras uma possibilidade de reflexão sobre os temas da guerra, da memória e da identidade.
A preservação e o estudo da arte de trincheira são essenciais para garantir que as futuras gerações compreendam o impacto devastador da guerra e valorizem a importância da paz. Museus e colecionadores ao redor do mundo dedicam-se a preservar essas obras, tornando-as acessíveis ao público e promovendo a conscientização sobre o valor histórico e artístico desse patrimônio cultural. A arte de trincheira é considerada, potanto, como um testemunho do passado e uma fonte de inspiração para o futuro.